# Murrisk
Le village de Murrisk (Muraisc en irlandais) se situe dans le Comté de Mayo en Irlande.

## Géographie

### Situation et description
La ville est située au pied du Croagh Patrick, ce qui en fait un lieu de départ prisé pour les pèlerinages dans cette région.

### Transports en commun
Le Bus Éireann 450, allant de Louisburgh à Westport, passe par Murrisk de deux à trois fois par jour.

## Culture locale et patrimoine

### Patrimoine culturel

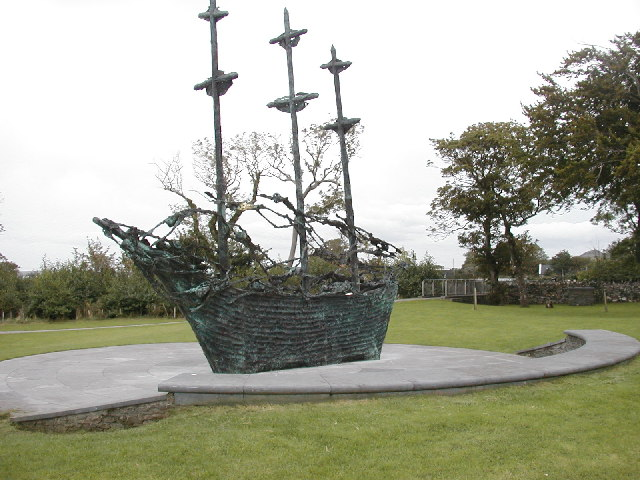
Mémorial national de la famine.

L'abbaye de Murrisk en ruines est une abbaye d'Augustins fondée en 1457 par la famille O'Malley dont fait partie Grace O'Malley. Le lieu est toujours utilisé comme cimetière par les habitants locaux.
Le mémorial national de la famine, conçu par le sculpteur irlandais John Behan, se situe lui aussi à Murrisk. Il ressemble à un croisement entre un bateau et une pierre tombale, rempli de personnes mourantes. Il est inauguré en juillet 1997 par Mary Robinson.